# Cane di quartiere

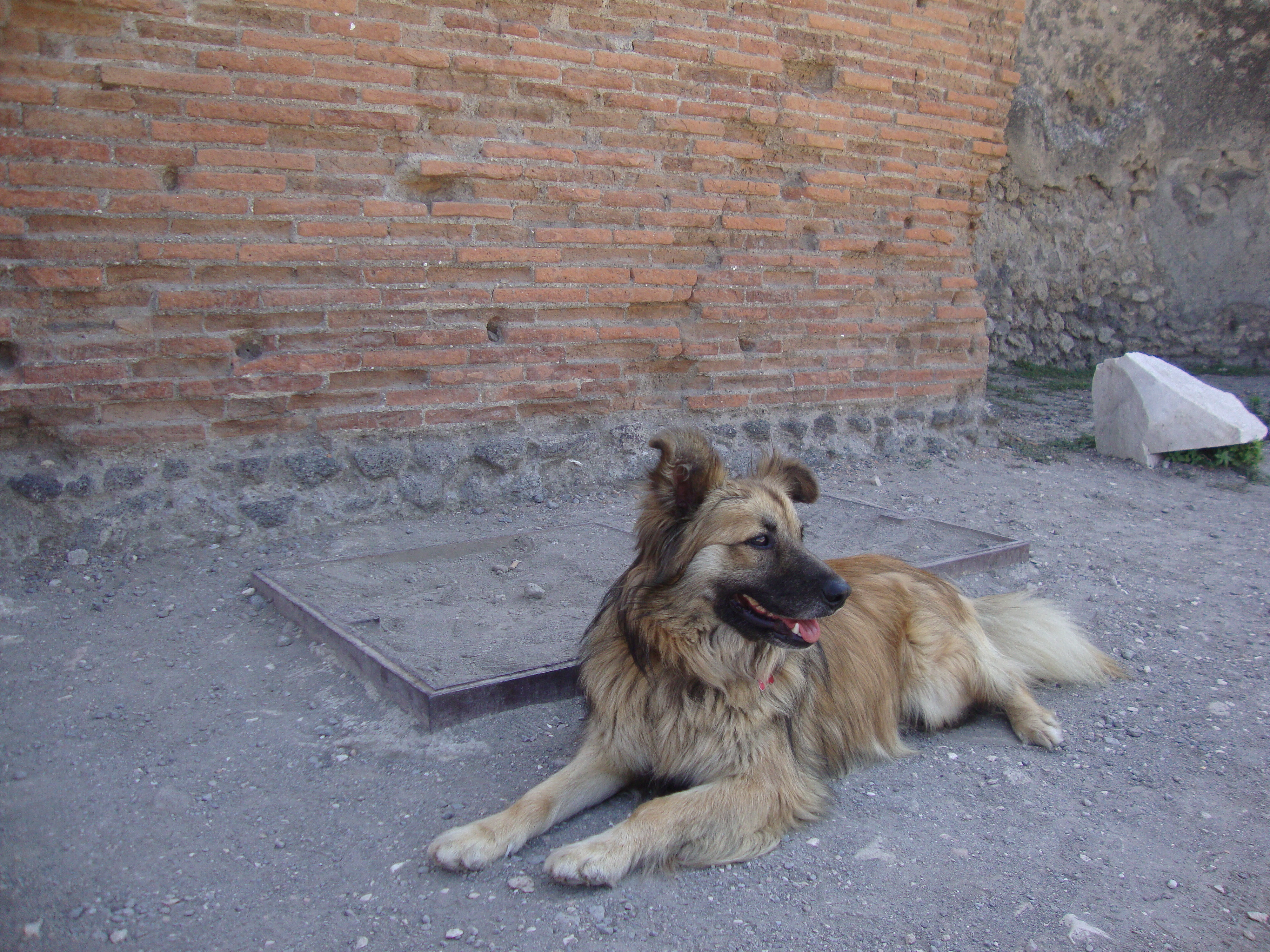
Un cane libero nell'area archeologica di Pompei

Un cane di quartiere (anche cane libero o collettivo) è un cane non propriamente randagio che pur vivendo in libertà è riconosciuto dalle amministrazioni locali e accudito dalla cittadinanza.

## Caratteristiche
La figura del cane di quartiere, diffusa soprattutto nel Sud Italia, diventa in alcuni casi iconica per un luogo o un'intera città, arrivando a rappresentare un elemento di unità e identità per le comunità, una sorta di "mascotte" del luogo tanto che le amministrazioni o le comunità sono solite tributargli targhe e monumenti.

## Cane di quartiere nel mondo

### Italia
In Italia il fenomeno è regolato da normative nazionali e locali. A livello nazionale la Legge 14 agosto 1991, n. 281 è la normativa di riferimento sulla materia che delega l'applicazione agli enti locali. Con la circolare del Ministero della Sanità del 14 maggio 2001 viene ufficializzata la figura del cane di quartiere. Un randagio può diventare cane di quartiere solo dopo aver seguito un preciso iter che varia a seconda della Regione. L’iter standard prevede che il cane sia condotto presso il canile sanitario e dichiarato clinicamente sano; essere vaccinato contro le malattie più comuni e sterilizzato chirurgicamente; essere iscritto all’anagrafe canina e dotato di microchip a nome del Comune di appartenenza. Al momento del formale riconoscimento, bisogna nominare un volontario che ne curi l'alimentazione, l'igiene e l’assistenza sanitaria presso le strutture veterinarie dell’azienda sanitaria locale le cui spese sono a carico del servizio sanitario.
Del fenomeno si occupa anche il rapporto nazionale “Animali in città” di Legambiente.
Nel 2022 sono stati dichiarati complessivamente 1.475 cani di quartiere, con 358 cittadini specificamente impegnati.
Tra i comuni, al primo posto Nardò con 193 cani, San Pietro Apostolo con 122 cani, Oristano con 120 cani, Doberdò del Lago con 100 cani, Neviano con 64 cani, Nurachi con 62 cani, Roasio con 52 cani.

#### Sicilia
In Sicilia la Legge Regionale 15 del 3 Luglio 2000 regola la politica di reimmissione sul territorio che può essere dovuta a situazioni di emergenza, specificando che “ove le strutture non dovessero offrire recettività sufficiente, il sindaco d’intesa con l’area di sanità pubblica veterinaria [...] e sentito il parere delle associazioni [...] può disporre che i cani vengano rimessi in libertà, previa sterilizzazione, identificazione ed iscrizione all’anagrafe, come cani sprovvisti di proprietario”.

#### Campania
In Campania la Legge Regionale 3/2019 esprime che "al cane si riconosce il diritto di essere animale libero, se si accerta la non sussistenza di condizioni di pericolosità per uomini animali e cose".

#### Puglia
La Regione Puglia definisce cane collettivo "quel cane che vive in caseggiato, quartiere o rione in cui gruppi di persone, coordinate da un tutore responsabile, dichiarino di accettare l'animale e provvedano a fornirgli mantenimento, assistenza e quant'altro necessario al suo benessere nel rispetto di quanto previsto dal regolamento di Polizia veterinaria DPR 8 febbraio 1954, n. 320, e dall'art. 672 del Codice penale."
I cani di quartiere a Bari sono riconoscibili da speciali medagliette del comune.

### Messico
A San Cristobal de las Casas la comunità collabora nello sviluppo di progetti a favore della convivenza con i cani di quartiere.

## Casi di particolare notorietà
Il cane di quartiere può arrivare ad assumere una notorietà a livello locale, nazionale o addirittura internazionale come Lampo, cane libero morto a Campiglia Marittima nel 1961 e conosciuto come "il cane ferroviere"; Argo, cane libero di Pompei, conosciuto come "ultimo cane di Pompei" o "custode degli scavi", ultimo rappresentante di un secolare fenomeno di randagismo che ha interessato l'area archeologica sin dai primi scavi la cui attenzione è stata oggetto di commissioni straordinarie del governo italiano. In tantissimi da varie parti del mondo hanno condiviso sui social ricordi e storie dell'incontro con Argo a Pompei, la notizia della sua morte è stata riportata dai principali media internazionali e dalle agenzie di stampa tra cui efe che scelse Argo come "immagine del giorno". Altri casi noti a livello locale e nazionale sono Pietro, mascotte dell'Etna; Omar e Nerone di Ganzirri; Italo Barocco di Scicli; Henry del quartiere San Girolamo di Bari, raffigurato in un'opera murale e ricordato dall'amministrazione comunale con una pietra d'inciampo sul lungomare, una targa nel quartiere San Girolamo e un'area cani intitolata; Ulisse e Nerina di Ostuni, monitorati anche grazie all'uso di localizzatore GPS; Brunello di Pescia; Nerone di Castellammare di Stabia; Biondo di Pozzuoli, che ha condiviso il Serapeo con il caso ancor più particolare del Gabbiano Zuppariello e della Gatta Cristina; Max del rione Borgo di Taranto.
Altri sono conosciuti in seguito a fatti di cronaca: Angelo, cane torturato e ucciso a Sangineto, soggetto di una statua che lo commemora a Roma, precisamente a Largo Ravizza nel quartiere Monteverde e di un cortometraggio; Zorro di Poggiomarino; Pati di Catanzaro.

## Galleria d'immagini

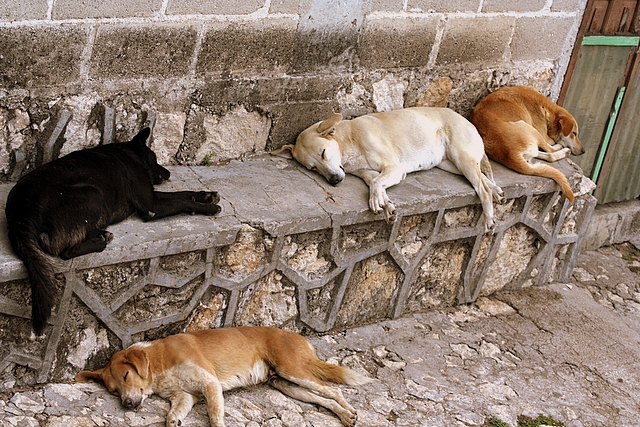
Perros de Barrio di San Cristobal de las Casas

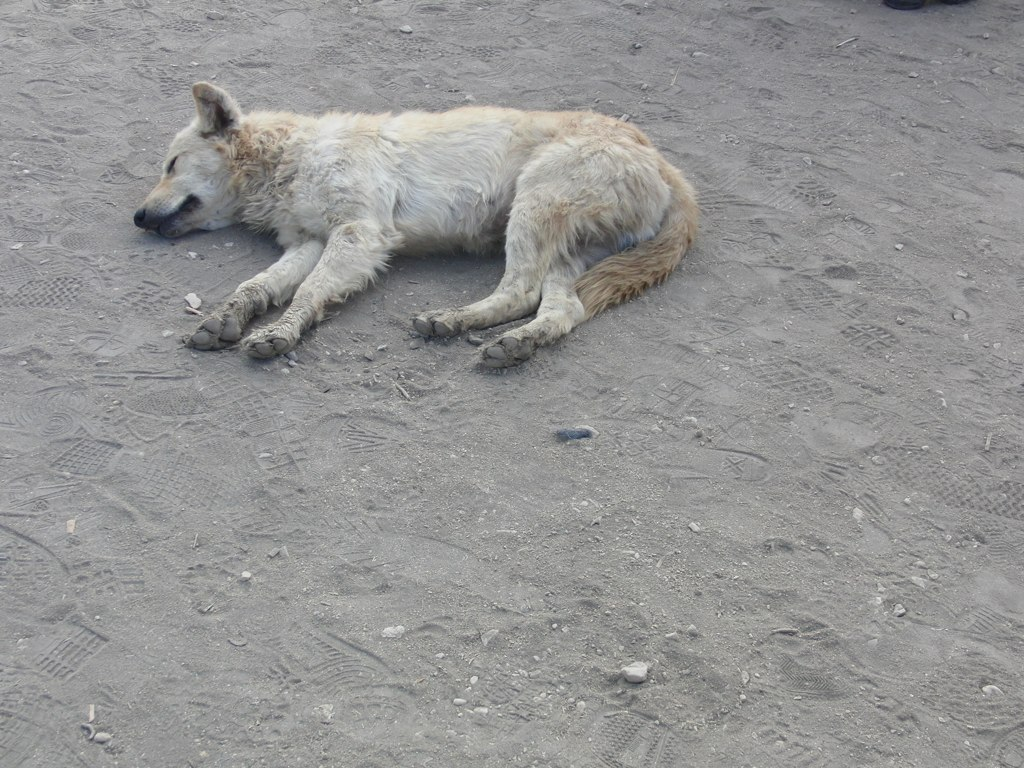
Cane libero nell'area archeologica del Tempio funerario di Amenofi III

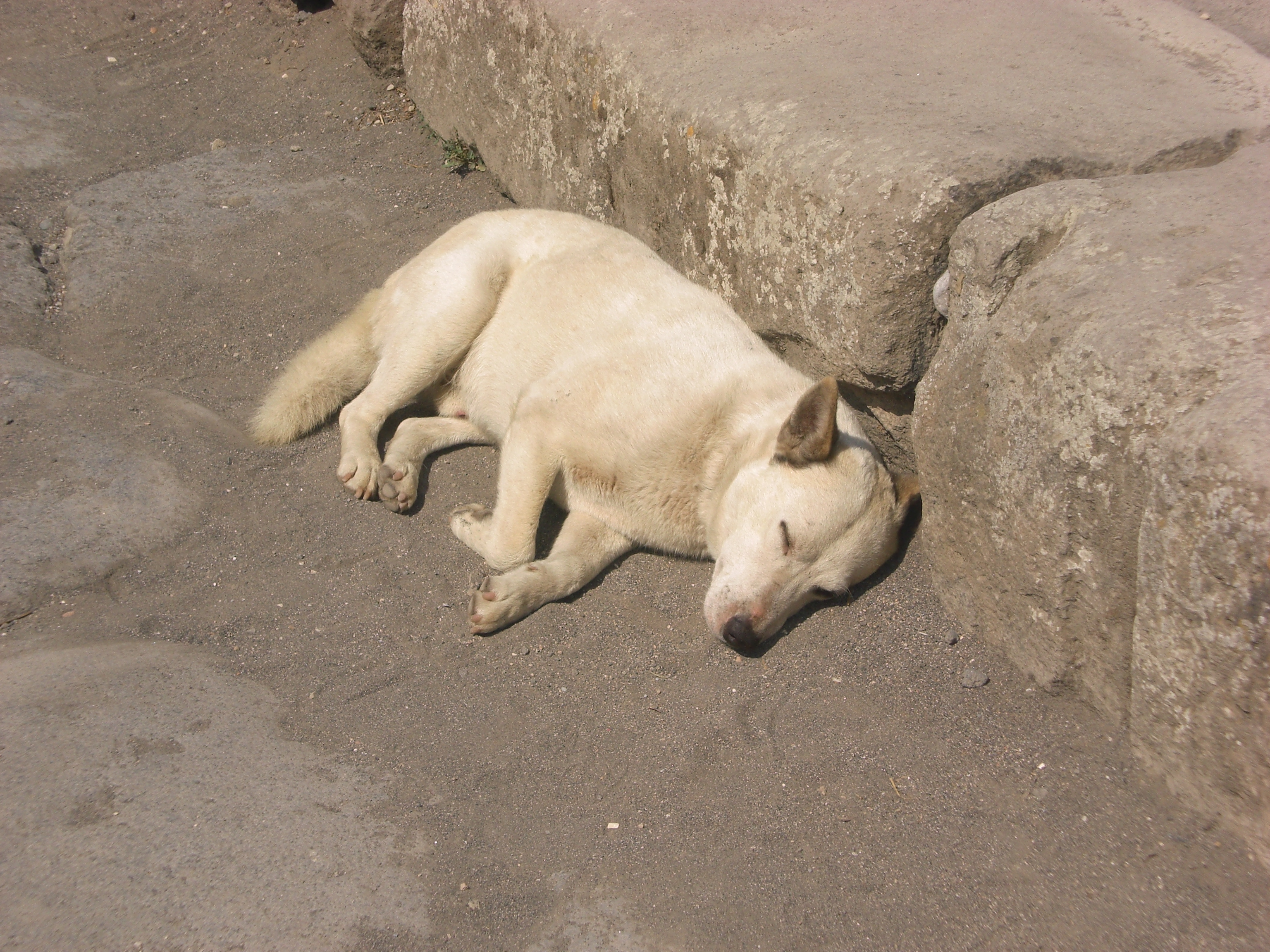
Cane libero nell'area archeologica di Pompei

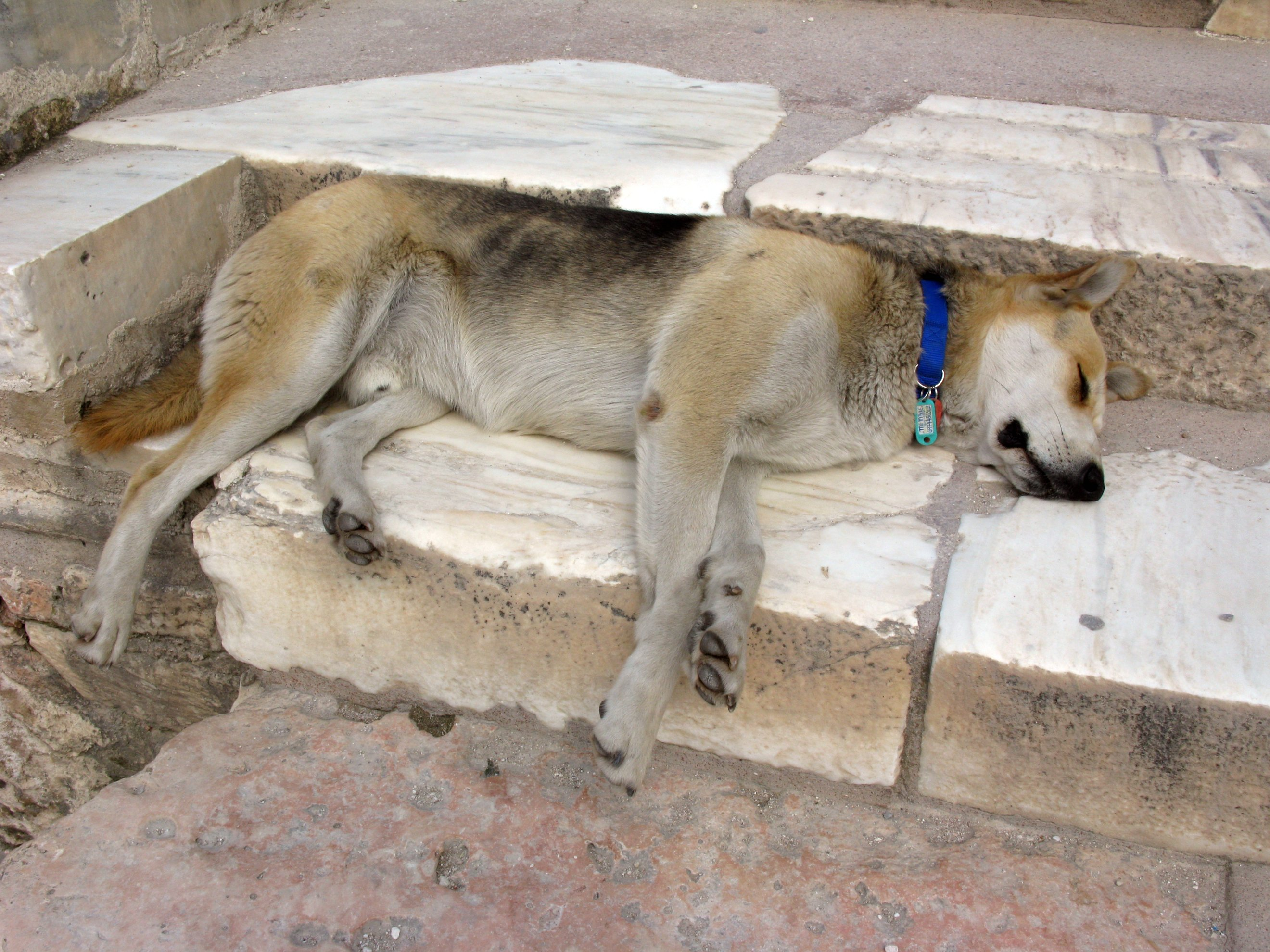
Petros, cane libero ufficialmente riconosciuto dal municipio di Atene, nell'area archeologica dell'Acropoli